# Plean
Plean ist eine Ortschaft in der schottischen Council Area Stirling, in der es eine der 42 Community Council Areas bildet. Sie liegt in der traditionellen Grafschaft Stirlingshire etwa sechs Kilometer südöstlich von Stirling und nordwestlich von Falkirk im Central Belt. Im Jahre 2011 verzeichnete Plean 2027 Einwohner. Die Einwohnerzahl unterliegt seit den 1950er Jahren nur schwachen Schwankungen um den Wert 1700. Im Jahre 1881 lebten hier 369 Personen.

## Geschichte
Plean entstand aus den eigenständigen Siedlungen Plean und East Plean. Erstere befand sich nahe dem Anwesen von Plean House, welches in den 1970er Jahren von einem Feuer schwer beschädigt wurde. East Plean entwickelte sich mit dem Kohlebergbau. Es befanden sich dort mehrere Bergwerke, von denen das letzte im Januar des Jahres 1963 geschlossen wurde. Im Jahre 1922 starben zwölf Bergleute bei einem Grubenunglück, woran heute noch ein Gedenkstein im Plean County Park erinnert. Ferner existierte ein Steinbruch, in dem Sandstein abgebaut wurde.

## Verkehr
Durch Plean verläuft die A9, die bedeutendste Fernverkehrsstraße der schottischen Highlands, auf ihrem Weg von Falkirk nach Thurso. Die Autobahn M9 führt direkt nördlich an Plean vorbei. Plean besaß einst einen eigenen Bahnhof, der etwa einen Kilometer nördlich an der Scottish Central Line lag.

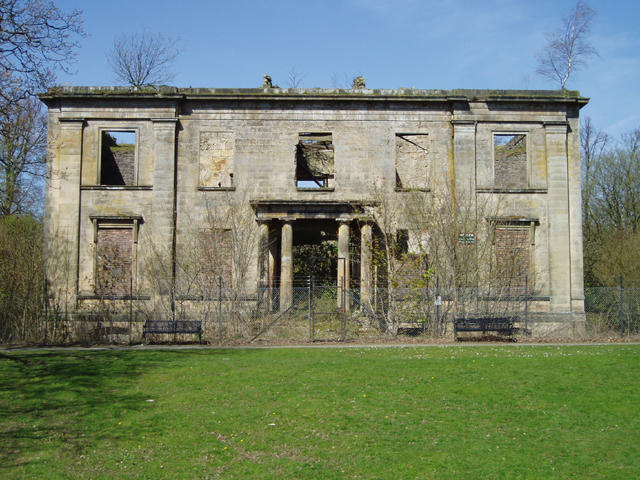
Ruinen von Plean House
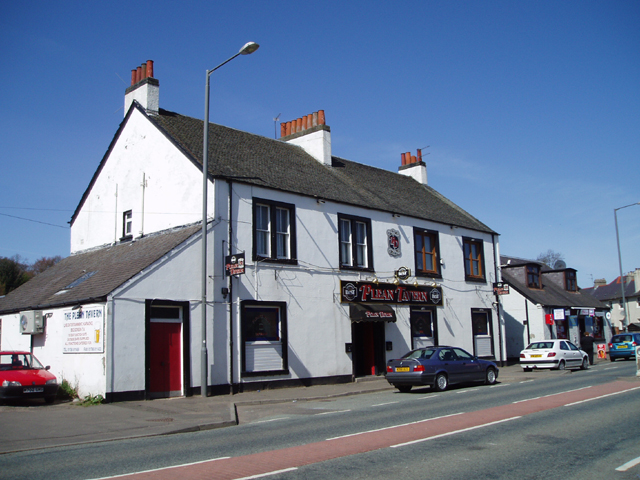
Gebäude an der A9 in Plean
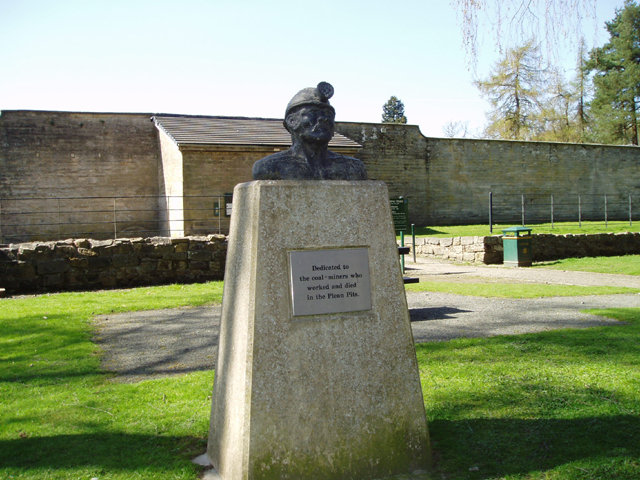
Gedenkstein zum Grubenunglück in Plean